# Corporación Radio y Televisión de Galicia
La Corporación de Servicios Audiovisuales de Galicia (CSAG; oficialmente y en gallego: Corporación de Servizos Audiovisuais de Galicia) es un ente público de comunicaciones de carácter autonómico de Galicia, encargado de gestionar y explotar los medios de comunicación públicos de la comunidad, fomentando la difusión de la lengua y de la cultura gallega. Fue creada en 1985 y forma parte de la Federación de Organismos de Radio y Televisión Autonómicos (FORTA). Está compuesta por dos sociedades anónimas: la Televisión de Galicia (TVG) y la Radio Galega (RG).

## Historia
La CRTVG fue creada por la Ley de Galicia 9/1985, de 11 de julio de 1985 con el objetivo de la puesta en funcionamiento, la gestión y la explotación de los medios de comunicación públicos de Galicia. Con dicho fin se crearon dos sociedades anónimas: la Televisión de Galicia (TVG) y la Radio Galega (RG), cuya señal llega a todo el territorio gallego. El objetivo de las dos sociedades es ofrecer programaciones de radio y televisión en gallego, fomentando así la difusión de la lengua y de la cultura de Galicia.
La TVG y la Radio Galega empezaron sus emisiones en julio de 1985 y fueron el primer medio radiofónico y audiovisual en emitir en gallego.
El 2 de febrero de 2009 empezaron las emisiones del segundo canal de televisión, G2, que posteriormente pasaría a llamarse TVG2, con una programación centrada en los espacios infantiles y juveniles, los espacios culturales y documentales, la redifusión de los informativos del primer canal y las retransmisiones deportivas.
Desde el 1 de enero de 2016 la sociedad pasa a tener la denominación de Corporación.
El 11 de mayo de 2021 se aprobó en el Parlamento de Galicia, por unanimidad, la Iniciativa Xabarín, la cual constaba de cuatro puntos, siendo uno de ellos la creación de un tercer canal en gallego dedicado al público infantil y juvenil las 24 horas del día.

## Actividades

### Televisión
En televisión, Televisión de Galicia agrupa para la emisión dentro de territorio gallego dos canales generalistas y uno dedicado al público infantil y juvenil. Todas las cadenas se pueden ver por TDT en Galicia, plataformas de satélite o cable. Los canales son:
| Logo | Canal                   | Inicio de transmisiones |
| ---- | ----------------------- | ----------------------- |
|      | TVG Canal generalista.  | 24 de julio de 1985     |
|      | TVG2 Canal generalista. | 2 de febrero de 2009    |
|      | TVG UHD                 | 26 de marzo de 2024     |

#### Televisión en el exterior
Los canales de TVG para el exterior están disponible a través de Internet y de diversos satélites y plataformas de pago en España, Europa y América Latina.
| Logo | Canal                          | Inicio de transmisiones |
| ---- | ------------------------------ | ----------------------- |
|      | TVG América Canal generalista. | 1 de abril de 1997      |
|      | TVG Europa Canal generalista.  | 7 de marzo de 1998      |

### Canales en línea
| Logo | Canal                                                                                  | Inicio de transmisiones                                 |
| ---- | -------------------------------------------------------------------------------------- | ------------------------------------------------------- |
| -    | AGalega Plataforma digital de contenidos de CRTVG.                                     | 17 de enero de 2024                                     |
|      | Xabarín TV Canal en línea infantil que funciona a modo de lista de reproducción.       | 2 de diciembre de 2016 Relanzamento:17 de enero de 2024 |
|      | Momentos G Canal en línea de emisión de los mejores momentos de los programas de TVG.  | 2 de diciembre de 2016                                  |
|      | Musigal Canal de emisión de programas musicales en línea.                              | 2 de diciembre de 2016                                  |
|      | #Cultura365 Canal cultural en línea de TVG, llamado ZigZag TV hasta diciembre de 2018. | 2 de diciembre de 2016                                  |

### Antiguos canales
| Logo | Canal | Inicio de transmisiones  | Cese de transmisiones         |
| ---- | --- | ------------------------ | ----------------------------- |
|      | Galeusca TV Emisión internacional para América de programas de TVG, TV3 y ETB. | 31 de diciembre de 1996  | 1 de abril de 1997 (abandono) |
|      | Galicia Televisión Dixital Emisión a través de Vía Digital, con programación diferenciada respecto a Galicia TV América y Galicia TV Europa, canal por el que fue sustituido.                                                                                          | 15 de septiembre de 1997 | 21 de julio de 2003           |
|      | Galicia Televisión Emisión de la señal de Galicia TV América a través de la TDT como canal provisional reservado para TVG 2, con emisión diferenciada respecto a Galicia TV América los fines de semana, cuando su programación se nutría de competiciones deportivas. | 2006                     | 2 de febrero de 2009          |
|      | Telenoticias Canal de televisión por cable que emitía noticias de los canales de la FORTA, constituida, en aquel momento, por ETB, TV3, TVG, Telemadrid, Canal Sur y Canal 9.                                                                                          | 15 de septiembre de 1997 | 31 de julio de 1998           |

### Radio
En radio, Radio Galega cuenta con tres emisoras que abarcan el territorio gallego.
| Logo | Emisora                                                                         | Inicio de transmisiones |
| ---- | ------------------------------------------------------------------------------- | ----------------------- |
|      | Radio Galega Emisora generalista. Emisión online, en FM y por TDT.              | 24 de febrero de 1985   |
|      | Radio Galega Música Emisora de música. Emisión online, en FM y por TDT.         | 3 de marzo de 2004      |
|      | Son Galicia Radio Emisora de música en gallego. Emisión online y por TDT.       | 17 de mayo de 2004      |
|      | Radio Picariña Emisora de música infantil en gallego. Emisión online y por TDT. | 21 de junio de 2018     |

## Dirección

### Consejo de Administración
Está compuesto por seis miembros elegidos por el Parlamento de Galicia, entre personas de acreditado prestigio profesional, por un mandato de cinco años. Su misión se centra en velar por el cumplimiento de lo dispuesto en la Ley de Creación de la Compañía y, especialmente, en aprobar aquellas materias que fundamentan las directrices del funcionamiento de la entidad pública, como son la programación, la memoria anual, el cuadro de personal y las normas reguladoras de la emisión de publicidad.
| Desde junio de 2021     | Desde junio de 2021 |
| Consejero               | Designado por       |
| ----------------------- | ------------------- |
| Álvaro Alonso Filgueira | PPdeG               |
| Alfonso Cabaleiro Durán | PPdeG               |
| Margarita López Blanco  | PPdeG               |
| Ana Isabel Peón Piñeiro | PPdeG               |
| María Carmen Vidal Lage | BNG                 |
| Irene Viña Bravo        | PSdeG-PSOE          |

### Dirección General
El director general es el responsable ejecutivo de la CRTVG, nombrado por la Junta de Galicia. La duración de su mandato coincide con la de la legislatura del Parlamento. Sus funciones son las de gestionar el ente público y sus sociedades. Para ello cuenta con un equipo técnico, administrativo y jurídico enmarcado en la estructura de la Compañía. De la Dirección General depende también la Dirección de Comunicación y de Relaciones Externas.

#### Listado de directores generales
| Dirección General         | Inicio                | Final                 |
| ------------------------- | --------------------- | --------------------- |
| Luis Losada Espinosa      | 15 de febrero de 1985 | 7 de marzo de 1986    |
| Luis Rodríguez García     | 7 de marzo de 1986    | 19 de enero de 1987   |
| Abilio Bernaldo de Quirós | 19 de enero de 1987   | 23 de febrero de 1990 |
| Ramón Villot Villot       | 23 de febrero de 1990 | 15 de julio de 1994   |
| Francisco Campos Freire   | 15 de julio de 1994   | 1 de octubre de 2005  |
| Benigno Sánchez García    | 1 de octubre de 2005  | 29 de mayo de 2009    |
| Alfonso Sánchez Izquierdo | 29 de mayo de 2009    | presente              |

### Organigrama
| Directivo                            | Cargo                                                                             |
| Dirección general                    | Dirección general                                                                 |
| ------------------------------------ | --------------------------------------------------------------------------------- |
| Alfonso Sánchez Izquierdo            | Director general                                                                  |
| Oficina del director general         |                                                                                   |
| Xaime Arias Rodríguez                | Director del Departamento de Proyección Social                                    |
| Rosa María Vilas Núñez               | Directora de Organización y Gestión del Cambio y adjunta al director general      |
| Marta Fernández Sánchez              | Jefa del Servicio de Comunicación Corporativa y Responsabilidad Social            |
| Área de Gestión Corporativa          |                                                                                   |
| Miguel Rodríguez Barrio              | Director del Área de Gestión Corporativa                                          |
| Jesús García Porto                   | Director del Departamento de Asesoría Jurídica                                    |
| Antonio García Rodríguez             | Director del Departamento Económico y de Contabilidad                             |
| Marisol Pereiro Álvarez              | Jefa del Servicio de Coordinación y Control de Gestión                            |
| María Dolores Armada Barreiro        | Jefa del Servicio de Administración y Facturación                                 |
| Juan Carlos Gómez Louzao             | Subdirector del Departamento de Contratación, Patrimonio y Servicios Comunes      |
| Blanca Esther Franco Reza            | Jefa del Servicio de Gestión de Servicios Comunes                                 |
| Víctor Manuel Tubío Villar           | Director del Departamento de Recursos Humanos                                     |
| Jorge Varela Fernández               | Jefe del Servicio de Coordinación y Apoyo Jurídico                                |
| María Isabel Vázquez Rodríguez       | Jefa del Servicio de Sistemas de Información de Recursos Humanos y Diálogo Social |
| Mercedes Blasco Zas                  | Jefa del Servicio de Formación y Selección                                        |
| Paula Veloso Pereira                 | Jefa del Servicio de Gestión de Personas, Nóminas y Seguridad Social              |
| Área de Información y Documentación  |                                                                                   |
| Concepción Pombo Romero              | Directora del Área de Información y Documentación                                 |
| Alejandro López Carballeira          | Subdirector de Gestión de los Servicios Informativos                              |
| Marta Darriba Quintián               | Redactora jefa                                                                    |
| Marcos Sueiro Carballeda             | Redactor jefe                                                                     |
| Alberto Varela Pereiro               | Jefe de Planificación Informativa                                                 |
| María Jesús López Elvira             | Jefa del Servicio de Documentación y Archivo                                      |
| Pilar Bermúdez Blanco                | Directora del Departamento Operativo de los Servicios Informativos                |
| Área de Contenidos                   |                                                                                   |
| Fernando Rodríguez Ojea              | Director del Área de Contenidos                                                   |
| María Sabucedo Santos                | Gestión de Proyectos y responsable del Servicio OTT                               |
| Natalia Penas Varela                 | Jefa del Servicio de Gestión Operativa de Programas de Radio Gallega              |
| Rosa María Sierra Sánchez            | Subdirectora del Departamento de Programación y Emisiones                         |
| Montserrat Besada Vergara            | Jefa del Servicio de Contenidos                                                   |
| Vanessa María Grela López            | Jefa del Servicio del Programación                                                |
| Ángel Pérez Florido                  | Jefe del Servicio de Gestión                                                      |
| Área de Soporte Tecnológico y Medios |                                                                                   |
| Sara González Otero                  | Directora del Área de Soporte Tecnológico y Medios                                |
| Jesús Manuel García Gude             | Director del Departamento Técnico y de Sistemas                                   |
| Juan Carlos Rey Estrada              | Jefe del Servicio de Instalaciones                                                |
| Jesús Argibay Valiñas                | Jefe del Servicio de Operaciones, Emisiones y Mantenimiento Técnico               |
| Juan Fontenlos del Río               | Jefe del Servicio de Sistemas                                                     |
| Agustín Deus Sixto                   | Subdirector del Departamento de Medios                                            |
| Alfredo César Malde Correa           | Jefe del Servicio de Producción y Realización                                     |
| Área de Innovación e Negocio         |                                                                                   |
| José Pereira Fariña                  | Director del Área de Innovación y Negocio                                         |
| Esther Medina Ferreiro               | Jefa del Servicio de Innovación y Entorno Digital                                 |

### Consejo Asesor
Las dos sociedades de la Corporación de Radio Televisión de Galicia cuentan con un consejo asesor. Aunque este organismo no tiene competencias decisorias, asesora emitiendo opinión o dictamen cuando le es requerido. El Consejo está compuesto por diversos vocales elegidos entre los trabajadores de las dos sociedades, gestores de los servicios públicos, representantes de la Administración Autónoma, del Consejo de la Cultura Gallega, de las universidades, del Parlamento y de las diputaciones provinciales.